# Strongylophthalmyiidae
Strongylophthalmyiidae (лат.) — семейство круглошовных мух из надсемейства Diopsoidea.

## Описание
Мелкие мухи с тонким телом и длинными ногами, длина тела от 2,3 до 7,5 мм (мельчайший вид S. palpalis Papp, 2006 и крупнейший вид S. gigantica Iwasa & Evenhuis, 2014). Голова шаровидная, её высота примерно равна длине. Клипеус лентовидный. Затылок блестящий с желтоватым оттенком. Внешняя вертикальная щетинка присутствует. Боковая скутеллярная щетинка отсутствует. Грудь длинная и узкая. Сперматека одна.
Основная масса видов встречается в Юго-Восточной Азии и лишь 8 видов отмечены в Палеарктике (Shatalkin 1993, Krivosheina 1999) и 2 вида в Неарктике (Barber 2006). Взрослые мухи могут быть найдены на листьях кустарников и деревьев, на пнях и поваленных стволах. Личинки живут под корой гниющих деревьев (осины, берёзы, вяза).

## Систематика
Небольшое семейство, включающее более 50 видов и 2 рода.
- Nartshukia Shatalkin, 1993 (1 вид)
  - Nartshukia musiva Shatalkin, 1993 (Вьетнам)
- Strongylophthalmyia Heller, 1902 (более 50 видов)